# Chairemon von Alexandria
Chairemon von Alexandria (altgriechisch Χαιρήµων, auch als Chaeremon) war ein stoischer Philosoph, Historiker und Grammatiker, ägyptisch-hellenistischer Priester und Astrologe.
Chairemon war vermutlich als Nachfolger Apions Vorsteher des Museions in Alexandria. Er war möglicherweise Teilnehmer der alexandrinischen Gesandtschaft an Kaiser Claudius und wurde später zusammen mit Alexandros von Aigai als Erzieher des jungen Nero an den kaiserlichen Hof berufen. Er gehörte als Hierogrammateus auch der höheren hellenistisch-ägyptischen Priesterschaft an.
Er ist Verfasser einer Ägyptischen Geschichte, die wahrscheinlich seine Erklärungen der Hieroglyphen und seine Darstellung des ägyptischen Priestertums enthielt, und schrieb auch über Kometen und Grammatik.
Sein Name wird von Porphyrios und Iamblichos von Chalkis als Vertreter einer frühen Stufe ägyptisch-hellenistischer Astrologie und insbesondere in Zusammenhang mit den sogenannten Salmeschiniaka und den Pentadengottheiten genannt.
Als Philosoph gilt Chairemon als weniger bedeutend. Er ist aber beispielhaft für eine Phase der Geistesgeschichte, in der die Stoa astrologische Konzepte aufnahm, verbunden mit der Rezeption eines romantisierenden Bildes von der Weisheit des Alten Ägypten und des zu seiner Zeit in voller Blüte befindlichen alexandrinisch-ägyptischen Synkretismus.
Hierher gehört auch ein von Porphyrios zitierter längerer Abschnitt, vermutlich aus den Aegyptiaka, in dem Chairemon das Leben der ägyptischen Priester beschreibt. Chairemon porträtiert die ägyptischen Priester als sanftmütige, weltabgewandte Weise, asketisch und weitgehend vegetarisch lebend, die, der Sorge um das tägliche Brot enthoben, sich ganz der Suche nach wissenschaftlicher Erkenntnis und der philosophisch-theologischen Spekulation widmen können.
Pieter Willem van der Horst weist darauf hin, wie ähnlich die so geschilderte Idylle ähnlichen Texten ist, die in der griechischen Literatur der Zeit diverse religiöse Gruppen in der exotischen Welt der Barbaren behandeln, zum Beispiel die Berichte über die indischen Gymnosophen oder die jüdischen Therapeuten.
Michael Frede nimmt an, dass Chairemon zwischen der Zeitenwende und 10 n. Chr. geboren wurde. Im Jahr 80 hat er noch gelebt. Wenn er nicht sehr alt geworden ist, so ist er noch im 1. Jahrhundert gestorben.